# アン・マグナソン
アン・マグナソン（Ann Magnuson、1956年1月4日- ）は、 アメリカ合衆国の女優、歌手。
ウェストバージニア州チャールストン出身。1978年にデニソン大学を卒業後、ニューヨークに出て、クラブでDJ・パフォーマーとして活動、1981年にメンバー全員女性のバンド「パルサラマ (Pulsallama)」を結成、1984年に解散後、1986年にプロデューサーだったクレイマーと「ボングウォーター（Bongwater）」を結成、『Double Bummer』を含む5枚のアルバムをリリースし、1991年に「The Big Sell-Out」を大ヒットさせた。1991年にクレイマーとの恋愛関係の清算と共に「ボングウォーター」の活動も終了した。
1982年に女優デビューした。

## 主な出演作品

### 映画
- ボルテックス Vortex (1982)
- ハンガー The Hunger (1983)
- パーフェクト・ストレンジャー Perfect Strangers (1984)
- マドンナのスーザンを探して Desperately Seeking Susan (1985)
- スリープウォーク Sleepwalk (1986)
- 新生人 Mr.アンドロイド Making Mr. Right (1987)
- ジミー さよならのキスもしてくれない A Night in the Life of Jimmy Reardon (1988)
- テキーラ・サンライズ Tequila Sunrise (1989)
- チェッキング・アウト Checking Out (1989)
- トム・ベレンジャーの 探偵より愛をこめて Love at Large (1990)
- キャビン・ボーイ/航海先に立たず Cabin Boy (1994)
- 今そこにある危機 Clear and Present Danger (1994)
- タンク・ガール Tank Girl (1995) クレジットなし
- 判決前夜/ビフォア・アンド・アフター Before and After (1996)
- いつかあなたに逢う夢 Still Breathing	 (1997)
- ヒューゴ・プール Hugo Pool (1997)
- スモール・ソルジャーズ Small Soldiers (1998)
- クレイジー・ナッツ 早く起きてよ I Woke Up Early the Day I Died (1998)
- 告発の彼方 Housebound (2000)
- ケイブマン The Caveman's Valentine (2001)
- グリッター きらめきの向こうに Glitter (2001)
- パニック・ルーム Panic Room (2002)
- 16歳の合衆国 The United States of Leland (2003)
- ノミ・ソング The Nomi Song (2004) ドキュメンタリー映画
- ワン・モア・タイム One More Time (2015)

### テレビドラマ
- ジョン・ラロケット・ショー The John Larroquette Show (1996)
- キャロライン in N.Y. Caroline in the City (1997)
- ドリュー・ケリー DE ショー! The Drew Carey Show (1997)
- フロム・ジ・アース/人類、月に立つ From the Earth to the Moon (1998)
- ラグラッツ・ザ・ティーンズ All Grown Up! (2003-2008) テレビアニメ、声の出演
- そりゃないぜ!? フレイジャー Frasier (2004)
- 5つ子はティーンエイジャー Quintuplets (2004)
- CSI:マイアミ CSI: Miami (2004)
- アメリカン・ダッド American Dad! (2007) テレビアニメ、声の出演
- モダン・ファミリー Modern Family (2013)
- ザ・ヤング・アンド・ザ・レストレス The Young and the Restless (2013)
- ルッキング Looking (2014)
- 高い城の男 The Man in the High Castle (2018-2019)
- Titans/タイタンズ Titans (2019)
- スタートレック:ピカード Star Trek: Picard (2020)
- フライト・アテンダント The Flight Attendant (2020)
- ゴシップガール Gossip Girl (2021)